# Милорад Каралић
Милорад Каралић (Ивањска, ФНР Југославија, 7. јануар 1946) је југословенски и српски рукометаш из 70-их година 20. вијека и бивши министар спорта и омладине Републике Српске.
Играо је за бањалучке рукометне клубове „Младост“ (1960–1962) и „Борац“ (1962–1978). За „Борац“ је одиграо 373 утакмице и постигао 1.558 голова. Са овим клубом освојио је првенство СФРЈ (1973–1976), Куп СФРЈ (1969, 1972–1975) и Куп европских првака (у сезони 1975/76). 
Тренерским послом бавио се 1978–1987, у РК „Борац“, Бања Лука, са којим је освојио Куп СФРЈ (1979), и РК „Искра“, Бугојно. За репрезентацију СФРЈ наступао је у периоду 1966–1976, одиграо 128 утакмица и постигао 181 гол. Са националним тимом освојио је: златну медаљу на Олимпијским играма у Минхену (1972), бронзану медаљу на Свјетском првенству у Паризу (1970), златне медаље на медитеранским играма у Тунису (1967) и Алжиру (1975), пето мјесто на Олимпијским играма у Монтреалу (1976). Двапут је био побједник (1971, 1974) Свјетског купа у рукомету (рукометни турнир националних репрезентација, који се од 1971. одржава у Шведској, а данас носи назив Statoil World Cup). Године 1969. проглашен је најбољим спортистом Босанске Крајине, у избору дневног листа „Глас“. У анкети часописа „Свијет спорта“ изабран је међу пет највећих спортиста са ових простора у XX вијеку. Добитник је признањâ заслужни спортиста СФРЈ и заслужни спортиста Републике Српске, те Мајске награде Савеза организација физичке културе (СОФК), Бања Лука.
Факултет за физичку културу завршио је 1978. у Сарајеву. Предавао је физичко васпитање на Правном (1978/79) и Економском факултету (1978–1993) у Бањој Луци. Био је министар спорта (од 18. јануара 1998 до 12. јануара 2001) и омладине у Влади Републике Српске (1998–2001), предсједник РК „Борац“, Бања Лука (2002–2005), и члан Извршног одбора Олимпијског комитета БиХ. Био је члан делегације Републике Српске која је 1999. у сједишту Међународног олимпијског комитета у Лозани договорила принципе будућег организовања спорта у БиХ, која је клубовима и спортистима Републике Српске омогућила да наступају на међународним такмичењима.